# Prvi glas Gorenjske
Prvi glas Gorenjske je bil festival za še neuveljavljene obetavne slovenske pevke in pevce, prvenstveno z Gorenjske.

## Začetki
Festival je v organiziral kulturno zabavni Klub Stereo iz Žirovnice od leta 1971 dalje.
Radio Jesenice (kasneje Radio Triglav) je k so-organizaciji pristopil leta 1973.
Prireditev je bila namenjena glasbenim talentom, ki so starejši od 13 oziroma 15 let.
Prva izvedba festivala je potekala 25. marca 1971 v Gledališču Toneta Čufarja na Jesenicah.
Zmagovalec je bil Franci Rebernik, kasnejši pevec zabavne glasbe in član Fantov s Praprotna.
Tudi mnogim drugim tekmovalcem sta nastop in uspeh na festivalu pomenila odskočno desko za nadaljnjo pevsko kariero.

## Sodelujoči
Med udeleženci festivala so bili tudi: Anka Čop, Aleš Kavalar, Aleksander Mežek, Eva Moškon, Ana Soklič in Alenka Šmid.
Mlade pevce je občasno spremljala tudi zasedba Zahod Band iz Rateč.

## 40 let festivala
Na jubilejni prireditvi ob 40-letnici Prvega glasu Gorenjske so 21. maja leta 2011 nastopili nekdanji zmagovalci in drugi znani pevci, za katere je bila udeležba na festivalu prvi korak v svet slovenske popularne glasbe.

## Izvedbe in nagrajenci festivala
| #   | Leto | Prizorišče                | Kraj       | Spremljevalni ansambel       | Nagrade strokovne žirije                                                                                        | Nagrade občinstva | Ostale nagrade / še nerazporejeno                                                            | Viri          |
| --- | ---- | ------------------------- | ---------- | ---------------------------- | --- | --- | -------------------------------------------------------------------------------------------- | ------------- |
| 1.  | 1971 | Gledališče Toneta Čufarja | Jesenice   | Orion                        | Franci Rebernik                                                                                                 | |                                                                                              | [ 11 ] [ 12 ] |
| 2.  | 1972 | Gledališče Toneta Čufarja | Jesenice   | Orion                        | Lidija Turnšek                                                                                                  | |                                                                                              | [ 1 ] [ 14 ]  |
| 3.  | 1973 | Gledališče Toneta Čufarja | Jesenice   | Črne vrane                   | Sergej Dobovišek                                                                                                | |                                                                                              | [ 1 ] [ 13 ]  |
|     | 1976 | Gledališče Toneta Čufarja | Jesenice   | Caravelle                    | Helena Blagne – 2. nagrada                                                                                      | |                                                                                              | [ 16 ]        |
|     |      |                           |            |                              | | |                                                                                              |               |
|     | 1991 |                           | Jesenice   |                              | | | Miha Rebernik                                                                                | [ 18 ]        |
|     | 1992 |                           |            |                              | | | Aleš Vovk, Sonja Zupan – 3. nagrada                                                          |               |
|     | 1993 | Festivalna dvorana        | Bled       |                              | Sonja Zupan | Sonja Zupan | Manca Urbanc – 2. nagrada                                                                    | [ 20 ]        |
|     | 1994 | Festivalna dvorana        | Bled       | Spekter                      | Nataša Artiček                                                                                                  | Klemen Černe |                                                                                              | [ 21 ]        |
|     | 1995 |                           |            |                              | | | Manca Urbanc                                                                                 |               |
| 26. | 1997 | Festivalna dvorana        | Bled       |                              | Sabina Berce – 1. nagrada Natalija Korošec – 2. nagrada Tanja Kremenšek – 3. nagrada                            | Sabina Berce – 1. nagrada Tanja Kremenšek – 2. nagrada Natalija Korošec – 3. nagrada                                                                                       |                                                                                              | [ 23 ]        |
| 27. | 1998 | Festivalna dvorana        | Bled       |                              | Andreja Talan – 1. nagrada Monika Vogrinčič – 2. nagrada Katja Mihelčič – 3. nagrada Jaka Svoljšak – 3. nagrada | Andreja Talan – 1. nagrada Barbara Koblar – 2. nagrada Marko Bogdanovič in Maruša Jagič – 3. nagrada Alenka Resman in Monika Frčej – 3. nagrada Jaka Svoljšak – 3. nagrada |                                                                                              | [ 22 ]        |
| 28. | 1999 |                           |            | Vita                         | Sabina Berce – 1. nagrada Miha Čufer – 2. nagrada Vesna Režonja in Klemen Peternel – 3. nagrada                 | Vesna Režonja in Klemen Peternel – 1. nagrada Miha Čufer – 2. nagrada Carisma – 3. nagrada                                                                                 |                                                                                              | [ 24 ] [ 25 ] |
| 29. | 2000 | Festivalna dvorana        | Bled       | Vita                         | Iztok Orešnik – 1. nagrada Andreja Talan – 2. nagrada Klemen Torkar – 3. nagrada                                | Tjaša Žnidarič – 1. nagrada Klemen Torkar – 2. nagrada Andreja Talan – 3. nagrada                                                                                          |                                                                                              | [ 25 ] [ 27 ] |
| 30. | 2001 |                           |            | Vita                         | | |                                                                                              | [ 28 ]        |
| 31. | 2002 |                           |            |                              | | |                                                                                              |               |
| 32. | 2003 |                           |            |                              | Manca Špik | Anja Baš – 1. nagrada Manca Špik – 3. nagrada |                                                                                              |               |
| 33. | 2004 |                           |            |                              | Nina Bauman – 2. nagrada                                                                                        | | Eva Černe                                                                                    |               |
| 34. | 2005 | Festivalna dvorana        | Bled       | Bid Bang                     | Nina Bauman – 1. nagrada Mare Bačnar – 2. nagrada Jure Pirc – 3. nagrada                                        | Katarina Lavrič – 1. nagrada Eva Černe – 2. nagrada Senta Mavsar – 3. nagrada                                                                                              |                                                                                              | [ 36 ]        |
| 35. | 2006 | Festivalna dvorana        | Bled       | Bid Bang                     | Darko Peterman – 1. nagrada Petra Antolin – 2. nagrada Mare Bačner – 3. nagrada                                 | Dejan Zupan – 1. nagrada Petra Antolin – 2. nagrada Darko Peterman – 3. nagrada                                                                                            |                                                                                              | [ 3 ] [ 29 ]  |
| 36. | 2007 | Linhartova dvorana        | Radovljica | Sandi Vovk (zvočni posnetki) | Amina Majetić                                                                                                   | Anja Konič |                                                                                              | [ 38 ] [ 39 ] |
| 37. | 2008 | Linhartova dvorana        | Radovljica |                              | Nataša Jemec – 1. nagrada Anja Petrošanec – 2. nagrada Mojca Sajovic – 3. nagrada                               | Nataša Jemec – 1. nagrada Andrej Fojkar – 2. nagrada Andrej Jalen – 3. nagrada                                                                                             |                                                                                              | [ 42 ] [ 43 ] |
| 38. | 2009 | Kino Železar              | Jesenice   |                              | Neža Witwicky (kategorija od 13 do 17 let) Petra Čebulj (kategorija od 18 do 30 let)                            | Klemen Bunderla – 1. nagrada Neža Witwicky – 2. nagrada Tajda Žnidaršič – 3. nagrada                                                                                       |                                                                                              | [ 40 ]        |
| 39. | 2010 | Kino Železar              | Jesenice   | Bid Bang                     | Ana Mengeš – nagrada za najboljšo izvedbo                                                                       | Ana Mengeš – 1. nagrada Lea Grilc – 2. nagrada Ajda Stina Turek – 3. nagrada                                                                                               |                                                                                              | [ 46 ] [ 47 ] |
| 40. | 2011 |                           |            |                              | Ne-tekmovalni nastop zmagovalcev in drugih najbolj znanih udeležencev prvih 40 let festivala                    | Ne-tekmovalni nastop zmagovalcev in drugih najbolj znanih udeležencev prvih 40 let festivala                                                                               | Ne-tekmovalni nastop zmagovalcev in drugih najbolj znanih udeležencev prvih 40 let festivala | [ 8 ]         |

## Prvi glasek Gorenjske
Prvi glasek Gorenjske je bila mlajša (otroška) različica festivala v organizaciji Radia Triglav.
Namenjen je bil nadarjenim pevcem, starim od 5 do 12 let.
Največkrat so strokovne žirije talente uvrstile v dve starostni kategoriji: do 10 in nad 10 let.
Veliko tekmovalcev se je kasneje udeležilo tudi »odrasle« različice festivala.

### Sodelujoči
Med nagrajenimi udeleženci festivala sta bila tudi: Ana Orešnik – 2. mesto in Klemen Torkar – 1. mesto.

### Izvedbe in nagrajenci festivala
| #   | Leto | Prizorišče                | Kraj     | Spremljevalni ansambel | Nagrade strokovne žirije                                                                            | Nagrade občinstva                                                                       | Ostale nagrade / še nerazporejeno                       | Viri          |
| --- | ---- | ------------------------- | -------- | ---------------------- | --------------------------------------------------------------------------------------------------- | --------------------------------------------------------------------------------------- | ------------------------------------------------------- | ------------- |
| 1.  | 1997 |                           |          |                        | |                                                                                         |                                                         | [ 52 ]        |
| 2.  | 1998 |                           |          |                        | Nina Bauman                                                                                         |                                                                                         |                                                         |               |
| 3.  | 1999 |                           | Jesenice |                        | Nejc Mikolič (kategorija do 10 let) Nina Bauman (kategorija od 10 do 15 let)                        | Jaka Ankerst – priznanje občinstva Tjaša Tišov – priznanje za najbolj simpatični nastop |                                                         | [ 53 ]        |
| 4.  | 2000 | Gledališče Toneta Čufarja | Jesenice | Vita                   | Ema Demšar (kategorija mlajših osnovnošolcev) Anja Baš (kategorija starejših osnovnošolcev)         | Anja Baš – 1. nagrada Ema Demšar – 2. nagrada                                           |                                                         | [ 54 ]        |
| 5.  | 2001 | Gledališče Toneta Čufarja | Jesenice |                        | Neža Witwicky (kategorija mlajših osnovnošolcev) Sara Kobold (kategorija starejših osnovnošolcev)   | Sara Kobold                                                                             |                                                         | [ 55 ]        |
| 6.  | 2002 |                           |          |                        | |                                                                                         |                                                         |               |
| 7.  | 2003 |                           |          |                        | |                                                                                         | Eva Černe, Lucija Stare                                 |               |
| 8.  | 2004 |                           |          |                        | Anja Konič                                                                                          |                                                                                         |                                                         |               |
| 9.  | 2005 |                           |          | Tramvaj                | Lana Valjavec (kategorija mlajših osnovnošolcev) Amina Majetić (kategorija starejših osnovnošolcev) | Lana Valjavec – 1. nagrada Amina Majetić – 2. nagrada David Dekić – 3. nagrada          | Anja Bajželj – 1. mesto po izboru radijskih poslušalcev | [ 60 ] [ 61 ] |
| 10. | 2006 |                           |          |                        | Aleksandra Vukič (kategorija od 11 do 15 let)                                                       |                                                                                         | Tjaša Kern                                              |               |
| 11. | 2007 | Gledališče Toneta Čufarja | Jesenice | Zahod Band             | Žan Zelič – 1. nagrada Aleksandra Vovk – 3. nagrada                                                 | Nina Jagodic – 1. nagrada Aleksandra Vovk – 2. nagrada                                  |                                                         | [ 52 ] [ 66 ] |
| 12. | 2008 |                           |          |                        | Ana Skumvač – 1. nagrada Aleksandra Vovk – 2. nagrada                                               | Aleksandra Vovk – 1. nagrada Ana Skumvač – 2. nagrada                                   |                                                         | [ 68 ] [ 69 ] |

### Nadaljevanje tradicije
Tradicijo festivalov za mlade pevske talente na Gorenjskem je nadaljeval Glasbeni studio Osminka: festival Male zvezde mikrofona je potekal na Jesenicah, Zlati mikrofonček Gorenjske v Radovljici, mednarodni festival Blejski zlati mikrofon pa na Bledu.